# Dahmker
Dahmker ist eine Gemeinde im Kreis Herzogtum Lauenburg in Schleswig-Holstein.

## Geographie und Verkehr
Der Ort liegt etwa zwölf Kilometer nordwestlich von Schwarzenbek. Von 1887 bis 1976 war Dahmker Bahnstation der Bahnstrecke Schwarzenbek–Bad Oldesloe.

## Geschichte
Das Dorf wurde im Jahr 1377 zum ersten Mal urkundlich erwähnt. Seit 1962 gehört die Gemeinde zum Amt Schwarzenbek-Land.

## Politik

### Gemeindevertretung
Bei der Kommunalwahl 2023 errang die Alte Allgemeine Wählergemeinschaft Dahmker erneut alle sieben Sitze in der Gemeindevertretung. Die Wahlbeteiligung betrug 78,1 Prozent.

### Wappen
Blasonierung: „In Gold eine eingebogene grüne Spitze, darin eine goldene heraldische Lilie, oben rechts ein schräggestelltes grünes Eichenblatt, oben links zwei grüne Ständerwerke mit Satteldach.“